# Mistrovství Evropy v házené žen 1998
3. mistrovství Evropy v házené se konalo 11.12. až 20.12. 1998 v Nizozemsku.
Mistrovství se zúčastnilo 12 mužstev, rozdělených do dvou šestičlenných skupin, z nichž první dva týmy postoupily do semifinálových bojů. Mistrem Evropy se stal tým Norska, který ve finále porazil tým Dánska. Třetí místo obsadil tým Maďarska.

## Místo konání
| Amsterdam     | 's-Hertogenbosch |
| ------------- | ---------------- |
| [[]]          | [[]]             |
| Kapacita: xxx | Kapacita: xxx    |
|               |                  |

## Základní kola

### Skupina A
| Poř. | tým        | Z | V | R | P | VB  | OB  | +/− | B | výsledek             |
| ---- | ---------- | - | - | - | - | --- | --- | --- | - | -------------------- |
| 1.   | Rakousko   | 5 | 4 | 0 | 1 | 134 | 118 | +16 | 8 | postup do semifinále |
| 2.   | Maďarsko   | 5 | 4 | 0 | 1 | 131 | 109 | +22 | 8 | postup do semifinále |
| 3.   | Německo    | 5 | 4 | 0 | 1 | 117 | 119 | −2  | 8 | o 5. místo           |
| 4.   | Ukrajina   | 5 | 2 | 0 | 3 | 128 | 127 | +1  | 4 | o 7. místo           |
| 5.   | Nizozemsko | 5 | 1 | 0 | 4 | 107 | 121 | −14 | 2 | o 9. místo           |
| 6.   | Rumunsko   | 5 | 0 | 0 | 5 | 120 | 143 | −23 | 0 | o 11. místo          |

| 11. prosince 1998 | Maďarsko | 28–24 | Rumunsko | Amsterdam |
| 11. prosince 1998 | (14–11)  |       |          | Amsterdam |
| 11. prosince 1998 | Report   |       |          | Amsterdam |

| 11. prosince 1998 | Rakousko | 24–25 | Německo | Amsterdam |
| 11. prosince 1998 | (15–13)  |       |         | Amsterdam |
| 11. prosince 1998 | Report   |       |         | Amsterdam |

| 11. prosince 1998 | Ukrajina | 23–16 | Nizozemsko | Amsterdam |
| 11. prosince 1998 | (11–9)   |       |            | Amsterdam |
| 11. prosince 1998 | Report   |       |            | Amsterdam |

| 13. prosince 1998 | Nizozemsko | 19–28 | Maďarsko | Amsterdam |
| 13. prosince 1998 | (5–12)     |       |          | Amsterdam |
| 13. prosince 1998 | Report     |       |          | Amsterdam |

| 13. prosince 1998 | Rumunsko | 24–26 | Rakousko | Amsterdam |
| 13. prosince 1998 | (13–13)  |       |          | Amsterdam |
| 13. prosince 1998 | Report   |       |          | Amsterdam |

| 13. prosince 1998 | Německo | 28–27 | Ukrajina | Amsterdam |
| 13. prosince 1998 | (18–14) |       |          | Amsterdam |
| 13. prosince 1998 | Report  |       |          | Amsterdam |

| 14. prosince 1998 | Maďarsko | 21–26 | Rakousko | Amsterdam |
| 14. prosince 1998 | (10–11)  |       |          | Amsterdam |
| 14. prosince 1998 | Report   |       |          | Amsterdam |

| 14. prosince 1998 | Nizozemsko | 18–19 | Německo | Amsterdam |
| 14. prosince 1998 | (8–11)     |       |         | Amsterdam |
| 14. prosince 1998 | Report     |       |         | Amsterdam |

| 14. prosince 1998 | Ukrajina | 32–24 | Rumunsko | Amsterdam |
| 14. prosince 1998 | (16–12)  |       |          | Amsterdam |
| 14. prosince 1998 | Report   |       |          | Amsterdam |

| 16. prosince 1998 | Rakousko | 30–24 | Ukrajina | Amsterdam |
| 16. prosince 1998 | (17–14)  |       |          | Amsterdam |
| 16. prosince 1998 | Report   |       |          | Amsterdam |

| 16. prosince 1998 | Rumunsko | 23–30 | Nizozemsko | 's-Hertogenbosch |
| 16. prosince 1998 | (9–12)   |       |            | 's-Hertogenbosch |
| 16. prosince 1998 | Report   |       |            | 's-Hertogenbosch |

| 16. prosince 1998 | Maďarsko | 25–18 | Německo | Amsterdam |
| 16. prosince 1998 | (13–10)  |       |         | Amsterdam |
| 16. prosince 1998 | Report   |       |         | Amsterdam |

| 17. prosince 1998 | Ukrajina | 22–29 | Maďarsko | Amsterdam |
| 17. prosince 1998 | (11–17)  |       |          | Amsterdam |
| 17. prosince 1998 | Report   |       |          | Amsterdam |

| 17. prosince 1998 | Německo | 27–25 | Rumunsko | Amsterdam |
| 17. prosince 1998 | (16–12) |       |          | Amsterdam |
| 17. prosince 1998 | Report  |       |          | Amsterdam |

| 17. prosince 1998 | Rakousko | 28–24 | Nizozemsko | Amsterdam |
| 17. prosince 1998 | (13–9)   |       |            | Amsterdam |
| 17. prosince 1998 | Report   |       |            | Amsterdam |

### Skupina B
| Poř. | tým               | Z | V | R | P | VB  | OB  | +/− | B  | výsledek             |
| ---- | ----------------- | - | - | - | - | --- | --- | --- | -- | -------------------- |
| 1.   | Norsko            | 5 | 5 | 0 | 0 | 137 | 102 | +35 | 10 | postup do semifinále |
| 2.   | Dánsko            | 5 | 4 | 0 | 1 | 138 | 115 | +23 | 8  | postup do semifinále |
| 3.   | Polsko            | 5 | 3 | 0 | 2 | 112 | 110 | +2  | 6  | o 5. místo           |
| 4.   | Severní Makedonie | 5 | 2 | 0 | 3 | 111 | 136 | −25 | 4  | o 7. místo           |
| 5.   | Rusko             | 5 | 0 | 1 | 4 | 112 | 128 | −16 | 1  | o 9. místo           |
| 6.   | Španělsko         | 5 | 0 | 1 | 4 | 107 | 126 | −19 | 1  | o 11. místo          |

| 11. prosince 1998 | Polsko | 20–15 | Španělsko | 's-Hertogenbosch |
| 11. prosince 1998 | (9–8)  |       |           | 's-Hertogenbosch |
| 11. prosince 1998 | Report |       |           | 's-Hertogenbosch |

| 11. prosince 1998 | Dánsko  | 37–21 | Severní Makedonie | 's-Hertogenbosch |
| 11. prosince 1998 | (19–10) |       |                   | 's-Hertogenbosch |
| 11. prosince 1998 | Report  |       |                   | 's-Hertogenbosch |

| 11. prosince 1998 | Norsko | 25–20 | Rusko | 's-Hertogenbosch |
| 11. prosince 1998 | (9–10) |       |       | 's-Hertogenbosch |
| 11. prosince 1998 | Report |       |       | 's-Hertogenbosch |

| 12. prosince 1998 | Rusko  | 21–25 | Polsko | 's-Hertogenbosch |
| 12. prosince 1998 | (9–14) |       |        | 's-Hertogenbosch |
| 12. prosince 1998 | Report |       |        | 's-Hertogenbosch |

| 12. prosince 1998 | Španělsko | 23–26 | Dánsko | 's-Hertogenbosch |
| 12. prosince 1998 | (10–13)   |       |        | 's-Hertogenbosch |
| 12. prosince 1998 | Report    |       |        | 's-Hertogenbosch |

| 12. prosince 1998 | Severní Makedonie | 23–27 | Norsko | 's-Hertogenbosch |
| 12. prosince 1998 | (12–13)           |       |        | 's-Hertogenbosch |
| 12. prosince 1998 | Report            |       |        | 's-Hertogenbosch |

| 14. prosince 1998 | Severní Makedonie | 27–22 | Španělsko | 's-Hertogenbosch |
| 14. prosince 1998 | (13–10)           |       |           | 's-Hertogenbosch |
| 14. prosince 1998 | Report            |       |           | 's-Hertogenbosch |

| 14. prosince 1998 | Norsko | 30–19 | Polsko | 's-Hertogenbosch |
| 14. prosince 1998 | (14–8) |       |        | 's-Hertogenbosch |
| 14. prosince 1998 | Report |       |        | 's-Hertogenbosch |

| 14. prosince 1998 | Dánsko  | 27–22 | Rusko | 's-Hertogenbosch |
| 14. prosince 1998 | (14–10) |       |       | 's-Hertogenbosch |
| 14. prosince 1998 | Report  |       |       | 's-Hertogenbosch |

| 16. prosince 1998 | Rusko   | 23–25 | Severní Makedonie | 's-Hertogenbosch |
| 16. prosince 1998 | (14–11) |       |                   | 's-Hertogenbosch |
| 16. prosince 1998 | Report  |       |                   | 's-Hertogenbosch |

| 16. prosince 1998 | Norsko  | 27–21 | Španělsko | 's-Hertogenbosch |
| 16. prosince 1998 | (13–14) |       |           | 's-Hertogenbosch |
| 16. prosince 1998 | Report  |       |           | 's-Hertogenbosch |

| 16. prosince 1998 | Polsko | 21–29 | Dánsko | 's-Hertogenbosch |
| 16. prosince 1998 | (9–15) |       |        | 's-Hertogenbosch |
| 16. prosince 1998 | Report |       |        | 's-Hertogenbosch |

| 17. prosince 1998 | Španělsko | 26 – 26 | Rusko | 's-Hertogenbosch |
| 17. prosince 1998 | (12–12)   |         |       | 's-Hertogenbosch |
| 17. prosince 1998 | Report    |         |       | 's-Hertogenbosch |

| 17. prosince 1998 | Polsko | 27–15 | Severní Makedonie | 's-Hertogenbosch |
| 17. prosince 1998 | (13–8) |       |                   | 's-Hertogenbosch |
| 17. prosince 1998 | Report |       |                   | 's-Hertogenbosch |

| 17. prosince 1998 | Dánsko | 19–28 | Norsko | 's-Hertogenbosch |
| 17. prosince 1998 | (8–12) |       |        | 's-Hertogenbosch |
| 17. prosince 1998 | Report |       |        | 's-Hertogenbosch |

### o 5. místo
| 19. prosince 1998 | Německo | 23–26 | Polsko | Amsterdam |
| 19. prosince 1998 | (12–12) |       |        | Amsterdam |
| 19. prosince 1998 | Report  |       |        | Amsterdam |

### o 7. místo
| 19. prosince 1998 | Ukrajina | 35–21 | Severní Makedonie | 's-Hertogenbosch |
| 19. prosince 1998 | (21–14)  |       |                   | 's-Hertogenbosch |
| 19. prosince 1998 | Report   |       |                   | 's-Hertogenbosch |

### o 9. místo
| 19. prosince 1998 | Nizozemsko | 19–32 | Rusko | Amsterdam |
| 19. prosince 1998 | (8–14)     |       |       | Amsterdam |
| 19. prosince 1998 | Report     |       |       | Amsterdam |

### o 11. místo
| 19. prosince 1998 | Rumunsko | 28–25 | Španělsko | 's-Hertogenbosch |
| 19. prosince 1998 | (15–16)  |       |           | 's-Hertogenbosch |
| 19. prosince 1998 | Report   |       |           | 's-Hertogenbosch |

### Semifinále
| 19. prosince 1998 | Norsko | 28–14 | Maďarsko | 's-Hertogenbosch |
| 19. prosince 1998 | (13–8) |       |          | 's-Hertogenbosch |
| 19. prosince 1998 | Report |       |          | 's-Hertogenbosch |

| 19. prosince 1998 | Rakousko | 24–35 | Dánsko | Amsterdam |
| 19. prosince 1998 | (9–22)   |       |        | Amsterdam |
| 19. prosince 1998 | Report   |       |        | Amsterdam |

### o 3. místo
| 20. prosince 1998 | Maďarsko | 30–24 | Rakousko | Amsterdam |
| 20. prosince 1998 | (18–11)  |       |          | Amsterdam |
| 20. prosince 1998 | Report   |       |          | Amsterdam |

### Finále
| 20. prosince 1998 | Norsko | 24–16 | Dánsko | Amsterdam |
| 20. prosince 1998 | (13–7) |       |        | Amsterdam |
| 20. prosince 1998 | Report |       |        | Amsterdam |

## Konečné pořadí
| Zlatá medaile    | Norsko            |
| Stříbrná medaile | Dánsko            |
| Bronzová medaile | Maďarsko          |
| 4                | Rakousko          |
| 5                | Polsko            |
| 6                | Německo           |
| 7                | Ukrajina          |
| 8                | Severní Makedonie |
| 9                | Rusko             |
| 10               | Nizozemsko        |
| 11               | Rumunsko          |
| 12               | Španělsko         |